# Kružnica
Kružnica je skup svih točaka u ravnini jednako udaljenih od zadane točke (središta). Krug je dio ravnine omeđen kružnicom.
Aksiom prenošenja dužine
Na datom polupravcu postoji jedna i samo jedna točka B takva da je dužina jednaka datoj dužini .
Posljedica
Ako su B1 i B dvije točke polupravca h s početkom u A takve da AB =AB1 onda je B = B1. Odnosno, dvije različite točke polupravca h ne mogu imati jednaku udaljenost od početka polupravca.

## Jednadžba kružnice

### Jednadžba kružnice sa središtem uS(0,0)
Kružnica sa središtem u ishodištu koordinatnog sustava i polumjerom r određena je jednadžbom:
{\displaystyle {x^{2}+y^{2}}={r^{2}}\,}
koja se može prikazati i u segmentnom obliku
{\displaystyle {\frac {x^{2}}{r^{2}}}+{\frac {y^{2}}{r^{2}}}=1}.

### Jednadžba kružnice sa središtem uS(p,q)
Kružnica sa središtem u točki S(p,q) i polumjerom r određena je jednadžbom:
{\displaystyle (x-p)^{2}+(y-q)^{2}={r^{2}}\,}
ili prikazana u segmentnom obliku
{\displaystyle {\frac {(x-p)^{2}}{r^{2}}}+{\frac {(y-q)^{2}}{r^{2}}}=1}.

## Tangenta kružnice

### Tangenta kružnice sa središtem uS(0,0)
Tangenta kružnice koja ima središte u ishodištu koordinatnog sustava i koja prolazi točkom T {\displaystyle (x_{0},y_{0})}  na kružnici, određena je koordinatama točke T i koeficijentom smjera tangente. Diferenciranjem jednadžbe kružnice nalazi se da je:
{\displaystyle {2xdx+2ydy}={0}\,}
odakle slijedi da je
{\displaystyle y'={\frac {dy}{dx}}=\tan \alpha \,=-{\frac {x_{0}}{y_{0}}}}
te da je jednadžba tangente na kružnicu
{\displaystyle y-y_{0}=-{{\frac {x_{0}}{y_{0}}}(x-x_{0})}}
odakle se sređivanjem nalazi i drugi oblik jednadžba tangente kružnice
{\displaystyle x_{0}x+y_{0}y=r^{2}\,}.

### Tangenta kružnice sa središtem uS(p,q)
Tangenta kružnice koja ima središte u točki S(p, q) i koja prolazi točkom T{\displaystyle (x_{0},y_{0})} na kružnici određena je koordinatama točke T i koeficijentom smjera tangente. Diferenciranjem jednadžbe kružnice nalazi se da je:
{\displaystyle {2(x-p)dx+2(y-q)dy}={0}\,}
odakle slijedi da je
{\displaystyle y'={\frac {dy}{dx}}=\tan \alpha \,=-{\frac {x_{0}-p}{y_{0}-q}}}
te se sličnim postupkom nalazi da je jednadžba tangente kružnice
{\displaystyle y-y_{0}=-{{\frac {x_{0}-p}{y_{0}-q}}(x-x_{0})}}
odakle se sređivanjem nalazi i drugi oblik jednadžbe tangente kružnice
{\displaystyle (x_{0}-p)(x-p)+(y_{0}-q)(y-q)=r^{2}\,}.

## Opći pojmovi
Neka je u ravnini dana točka O i dužina r. Tada, prema aksiomu prenošenja dužine, na svakom polupravcu čiji je početak točka O i leži u ravnini, postoji jedinstvena točka X takva da je OX = r.
Definicija 1
Kružnica je skup svih točaka ravnine kojima udaljenost od date točke O na toj ravnini jednaka datoj dužini sa središtem u O i polumjerom r.
Polumjer kružnice je dužina koja spaja središte kruga s bilo kojom točkom kružnice.
Središnji pravac kružnice je pravac koji prolazi kroz središte kruga. Središte kružnice O dijeli središnji pravac na dva polupravca koji imaju jednu zajedničku točku s kružnicom, odnosno središnji pravac i kružnica imaju dvije zajedničke točke.
Dužina PQ koja spaja središnje simetrične točke kružnice naziva se promjer kružnice. Ako je PQ promjer kružnice onda je PO = OQ odnosno O je sredina promjera.
Tetiva je dužina koja spaja dvije točke kružnice. Promjer je tetiva na kojoj leži središte kružnice.
Središnji pravac dijeli ravninu kružnice na dvije poluravnine odnosno točke kružnice dijeli na dva skupa:
- skup koji leži u jednoj poluravnini
- skup koji leži u drugoj poluravnini. Ovi skupovi su polukružnice.

Koncentrične kružnice su kružnice koje imaju isto središte.
Središnji kut je kut kojemu je vrh u središtu kružnice.
Luk je dio kružnice koji pripada središnjem kutu. Polukružnica je luk koji odgovara ispruženom kutu. 
Luk koji odgovara nultom kutu svodi se na točku. 
Punom kutu odgovara kao luk cijela kružnica.
U pravokutnom koordinatnom sustavu jednadžba kružnice glasi:
{\displaystyle (x-p)^{2}+(y-q)^{2}=r^{2}\,}, gdje su (p, q) koordinate točke središta kružnice
Opseg kružnice je {\displaystyle 2r\pi \,}.
Površina ravnine omeđene kružnicom je {\displaystyle r^{2}\pi \,}.
Središnji kut je dvostruko veći od perifernog kuta nad istom tetivom.
Pravi kut je periferni kut nad promjerom.
Kut između tetive i tangente povučene iz jedne točke kružnice jednak je perifernom kutu nad tom tetivom.
Periferni kutovi nad istom tetivom su isti ili suplementni.

## Udaljenost točke od kružnice
Ako se točka C spoji s točkama kružnice K(O,r) dobije se beskonačan skup dužina za C ≠ O. U slučaju C = O to je nulta dužina.
Postoji li u ovom skupu dužina od koje ni jedna dužina skupa nije manja i takva dužina koja nije manja ni od jedne dužine skupa?
To su dužine CA i CB, gdje su A, B točke kružnice koje leže na centralnom pravcu koji prolazi kroz C.  Točka A je s one strane točke O s koje je C, a B sa suprotne strane.
Definicija 2
Element m skupa E (u kome između elemenata postoji relacija < ili > ) koji nije veći ni od jednog elementa skupa naziva se minimum (najmanji element skupa E).  Element koji nije manji ni od jednog elementa skupa je maximum (najveći) element skupa E.
U navedenom slučaju dužine AB i AC su minimum i maximumu u skupu dužina.
Definicija 3
Minimum skupa udaljenosti date točke od skupa naziva se udaljenost te točke od skupa.
Teorem 1
Neka je dana točka C i kružnica K(O,r) i pri tom C ≠ O i neka su točke A, B točke kružnice koje leže na središnjem pravcu, koja prolazi točkom C. Točka A neka je s one strane s koje je točka O, a B sa suprotne strane od O. Tada od svih točaka križnice točka A ima najmanje, a točka B najveće rastojanje od C i pri tome je:
CA = │CO - r│  i  CB = CO + r.
Beskonačni skupovi ne moraju imati minimum i maksimum.
Na primjer skup brojeva 1, 1/2, 1/4, 1/8... ima maksimum a nema minimum.

## Zajedničke točke kružnica
Neka su zadane dvije kružnice K(C,R) i k(O,r). Ako se odredi međusobni položaj ovih kružnica,  povuče središnji pravac CO ovih kružnica, s A, B označe točke druge kružnice i to s A onu koja leži s one strane od točke O s koje je točka C, a s B točku druge kružnice. 
Između dužina R – r, CO i R + r za R > r postoji jedan i samo jedan od ovih odnosa
1. CO > R + r
2. CO = R + r
3. R –r < CO < R + r
4. CO < R – r (R > r)
5. CO = R - r (R > r)

### Presjek kružnica je prazan skup
- Za CO > R + r <=> CO – r > R <=> CA > R

Sve točke jedne kružnice su izvan druge kružnice.                  
- CO < R – r <=> CO – r < R <=> CB < R

Sve točke jedne kružnice su unutar druge kružnice.

### Tangiranje kružnica
- CO = R + r <=> CO – r < R <=> CA = R

Točka A druge kružnice pripada točkama prve kružnice. Sve ostale točke su izvan prve kružnice. Za kružnice koje imaju jednu i samo jednu zajedničku točku i ona leži na pravcu CO kaže seda se one dodiruju izvana u točki A.
- CO = R – r (R > r) <=> CO  - r = R <=> CB = r

Točka B pripada prvoj kružnici sve ostale točke druge kružnice su unutar prve kružnice.  Ako dvije kružnice imaju dijametralno raspoređene dvije zajedmočke točke M na pravoj CO onda su one dijametralno suprotne za svaku od te dvije točke koje leže na pravoj. za svaku od te dvije kružnice pa se one poklapaju.

### Presjek kružnica
R – r < CO < R + r (R < r)
- A je u B izvan K(C,R)
- R – r < CO => CB > R

B je van K(C,R)
CO < R + r => CA < RA je u kružnici.
Aksiom 2
Ako se jedan kraj luka nalazi u kružnici a drugi izvan je onda taj luk s kružnicom ima jednu i samo jednu zajedničku točku.
Teorem 2
Zajednička točka dviju kružnica koje se dodiruju leži na njihovom zajedničkom središnjem pravcu, i obratno, dvije različite kružnice koje imaju zajedničku točku na pravcu dodiruju se.
Ako dvije kružnice imaju zajedničku točku koja ne leži na središnjem pravcu imaju još jednu zajedničku točku.
Teorem 3
Dvije kružnice K(C,R) i k(O,r)
- Nemaju zajedničkih točaka ako i samo ako je 
  - CO > R + r (svaka od križnica je izvan druge kružnice)
  - CO < R - r (kružnica manjeg promjera je unutar kružnic većeg promjera)
- Imaju jednu i samo jednu zajedničku točku koja leži na zajedničkoj središnjem pravcu
  - CO = R + r sve točke kružnice osim zajedničke su izvan druge kružnice
- R – r < CO < R + r imaju dvije i samo dvije zajedničke točke koje leže na raznim stranama središnjeg pravca.

Teorem 4
Kako bi dvije kružnice imale zajedničke točke u slučaju da se središte prve kružnice nalazi
1. na drugoj kružnici
2. u drugoj kružnici

potrebno je i dovoljno 
1. R ≤ 2r
2. CA < R < CB

gdje su CA i CB odsječci na koje središte O dijeli promjer AB kružnice k(O,r).